# Tubo de ensayo

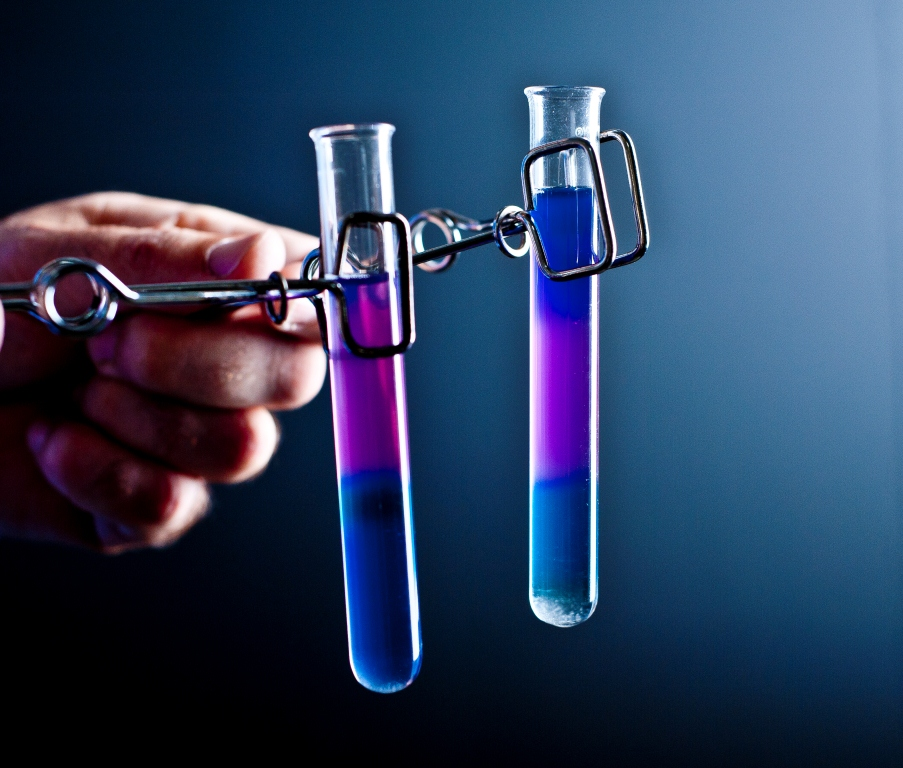
Tubos de ensayo

El tubo de ensayo es parte del material de vidrio de un laboratorio de química. Consiste en un  pequeño tubo cilíndrico de vidrio con un extremo abierto  y el otro cerrado y redondeado, que se utiliza en los laboratorios para contener pequeñas muestras, líquidas o sólidas, aunque pueden tener otras fases, como realizar reacciones químicas en pequeña escala o mezclar sustancias. Entre ellos está el exponer a temperatura el mismo contenedor. Se guardan en un instrumento de laboratorio llamado gradilla.
Los tubos de ensayo están disponibles en una multitud de tamaños, /comúnmente de 1 a 2 cm de ancho y de 5 a 20 cm de largo.
Para el uso sin variaciones extremas de temperaturas, existen también tubos fabricados de termo plásticos como el polipropileno (PP), que suelen ser de usar y tirar. También existen los de plástico tipo PET que en su extremo abierto poseen una rosca, mas en este caso se usa para elaborar envases de bebidas (botellas pequeñas) y se les da el nombre de preformas.

## Características
El tubo de ensayo es un recipiente de vidrio que consiste en un pequeño tubo cilíndrico de vidrio con un extremo abierto y el otro cerrado y redondeado, que se utiliza en los laboratorios para contener pequeñas muestras líquidas o sólidas, aunque pueden tener distintas fases, como realizar reacciones químicas,  en pequeña escala. Entre ellos está el exponer a temperatura el mismo contenedor. Se guardan o se colocan en un instrumento de laboratorio llamado gradilla. Los tubos de ensayo están disponibles en una multitud de tamaños, comúnmente de 1 a 2 cm de ancho y de 5 a 20 cm de largo.
Estos tubos son de material refractario, esto quiere decir que resisten altas temperaturas para hacer pruebas en laboratorio como hornos de secado, centrífugas.

## Uso
Se utiliza mayormente como recipiente de líquidos y sólidos, con los cuales se realizan mezclas o se les somete a variaciones de temperatura u otras pruebas, algunos no se podrían medir en volúmenes de todo tipo.
Esta herramienta por sus dimensiones representa uno de los materiales de laboratorio más sencillos de utilizar, ya que por lo general será utilizado para ser contenedor de materiales. Su uso se fundamenta en el contener líquidos o sólidos, por lo que se podría considerar como un recipiente, y como tal, solo tenemos que introducir el material en el tubo o también hacer mezclas en el mismo, en búsqueda de generar una reacción.
Al momento de utilizar cualquier instrumento de medición, es importante tomar precauciones, conocer propiamente cómo debe usarse y de esta manera obtener los mejores resultados en las mediciones de tus investigaciones.
Los tubos de ensayo son resistentes a la expansión, como los fabricados de vidrio borosilicatado, se pueden colocar directamente sobre una llama de un mechero Bunsen.

## Simbolismo cultural
Los tubos de prueba fueron usados en los procedimientos biológicos y químicos que, junto con los matraces de Erlenmeyer y los vasos de precipitados, se ven generalmente como símbolos de ciencia y de experimentación científica.